# Supercoppa d'Asia
La Supercoppa d'Asia era una competizione calcistica con cadenza annuale disputata tra la squadra vincitrice della Coppa dei Campioni dell'AFC e la squadra vincitrice della Coppa delle Coppe dell'AFC.
La prima edizione di questo trofeo venne disputata nel 1995, mentre l'ultima risale al 2002, quando venne presa la decisione di fondere la Coppa dei Campioni e la Coppa delle Coppe in un unico torneo chiamato AFC Champions League.

## Albo d'oro
| Edizione | Vincitore (volta)    | Data                                    | Vincitore dell'AFC Champions League | Vincitore della Coppa delle Coppe dell'AFC | Risultato             | Sede                                                                      |
| -------- | -------------------- | --------------------------------------- | ----------------------------------- | ------------------------------------------ | --------------------- | ------------------------------------------------------------------------- |
| 1995     | Yokohama Flügels (1) | 29 luglio 1995 (a) 2 agosto 1995 (r)    | Thai Farmers Bank                   | Yokohama Flügels                           | 1-1 2-3 3-4           | Suphan Buri - Stadio Provinciale Yokohama - Mitsuzawa Stadium             |
| 1996     | Ilhwa Chunma (1)     | 31 luglio 1996 (a) 7 agosto 1996 (r)    | Ilhwa Chunma                        | Bellmare Hiratsuka                         | 5-3 1-0 6-3           | Changwon - Changwon Stadium Yokohama - Mitsuzawa Stadium                  |
| 1997     | Al-Hilal (1)         | 12 e 19 giugno 1997                     | Pohang Steelers                     | Al-Hilal                                   | 0-1 1-1 1-2           | Riad - Stadio internazionale Re Fahd Pohang - Pohang Steel Yard           |
| 1998     | Al-Nassr (1)         | 1° e 5 dicembre 1998                    | Pohang Steelers                     | Al-Nassr                                   | 1-1 0-0 1-1 (gfc)     | Suphan Buri - Stadio Provinciale Suphan Buri Yokohama - Mitsuzawa Stadium |
| 1999     | Júbilo Iwata (1)     | 22 ottobre 1999 (a) 5 dicembre 1999 (r) | Júbilo Iwata                        | Al-Ittihad                                 | 1-0 1-2 2-2 (gfc)     | Iwata - Yamaha Stadium Gedda - Stadio Principe Abd Allāh bin Fayṣal       |
| 2000     | Al-Hilal (2)         | 22 ottobre 2000 (a) 5 dicembre 2000 (r) | Al-Hilal                            | Shimizu S-Pulse                            | 2-1 1-1 3-2           | Shizuoka - IAI Stadium Nihondaira Riad - Stadio internazionale Re Fahd    |
| 2001     | Suwon Bluewings (1)  | 22 ottobre 2001 (a) 5 dicembre 2001 (r) | Suwon Bluewings                     | Al-Shabab                                  | 2-2 2-1 4-3           | ? Gedda - Stadio Principe Abd Allāh bin Fayṣal                            |
| 2002     | Suwon Bluewings (2)  | 22 ottobre 2002 (a) 5 dicembre 2002 (r) | Suwon Bluewings                     | Al-Hilal                                   | 1-0 0-1 1-1 (4-2 dtr) | Suwon - Suwon World Cup Stadium Riad - Stadio internazionale Re Fahd      |

## Record e statistiche della Supercoppa d'Asia

### Vittorie per squadra
| Nazione            | Vittorie | Sconfitte | Partecipazioni |
| ------------------ | -------- | --------- | -------------- |
| Al-Hilal           | 2        | 1         | 3              |
| Suwon Bluewings    | 2        | 0         | 2              |
| Yokohama Flügels   | 1        | 0         | 1              |
| Ilhwa Chunma       | 1        | 0         | 1              |
| Al-Nassr           | 1        | 0         | 1              |
| Júbilo Iwata       | 1        | 0         | 1              |
| Pohang Steelers    | 0        | 2         | 2              |
| Thai Farmers Bank  | 0        | 1         | 1              |
| Bellmare Hiratsuka | 0        | 1         | 1              |
| Al-Ittihad         | 0        | 1         | 1              |
| Shimizu S-Pulse    | 0        | 1         | 1              |
| Al-Shabab          | 0        | 1         | 1              |

### Vittorie per federazione
| # | Nazione        | Vittorie | Sconfitte |
| - | -------------- | -------- | --------- |
| 1 | Arabia Saudita | 3        | 3         |
| 2 | Corea del Sud  | 3        | 2         |
| 3 | Giappone       | 2        | 2         |
| 4 | Thailandia     | 0        | 1         |